# 시리아 복음교회
시리아 복음교회(Assyrian Evangelical Church)는 1870년 이란에 세워진 장로교 선교회로부터 교회적 독립상태를 유지한 중동의 장로교회이다. 회원들 주로 시리아인, 메소포타미아 상류 동쪽에서 아랍어 사용 셈족 사람들이다. 2010년에 무슬림을 기독교인으로 개종한다는 명목으로 이란의 목사 케르만사하(54세)가 살해당했다.